# Francisco Veguillas Elices
Francisco Veguillas Elices (Alcalá de Henares, setembre de 1925-Madrid, 29 de juliol de 1994), era un militar espanyol, que va aconseguir el grau de tinent general. Va ocupar el comandament de la VII Regió Militar i va ser director general de Política de Defensa des del segon govern de Felipe González fins que va ser assassinat per l'organització terrorista Euskadi Ta Askatasuna (ETA) en 1994.

## Biografia
Militar del cos d'Enginyers, va ingressar en l'exèrcit el 1942. Era especialista en geodèsia, guerra química i defensa antinuclear, així com diplomat d'Estat Major. Va romandre com a oficial en els anys 1950 a altres països occidentals i va ser agregat a l'ambaixada d'Espanya als Estats Units. Va estar en servei, entre altres destinacions, al Servei Geogràfic de l'Exèrcit, l'Escola d'Estat Major o l'Estat Major de la I Regió Militar. Les seves primeres destinacions a la caserna general de la Junta de Caps d'Estat Major van coincidir amb els quals serien destacats militars en la Transició democràtica com els tinents generals Manuel Gutiérrez Mellado i Manuel Díez-Alegría Gutiérrez. Ascendí a general el 1982.
Des de 1983 va ser cap del gabinet tècnic del llavors ministre de Defensa, Narcís Serra. El 1986 va ser ascendit a tinent general i lloc al comandament de la VII Regió Militar amb seu a Valladolid, on va substituir el general Fernando Yrayzoz Castejón. El gener de 1987 va passar al comandament de la direcció general de Política de la Defensa en substitució de la vacant deixada per l'almirall Fernando Nárdiz. El nomenament anava unit a un canvi substancial quant a l'organització jeràrquica de la direcció general, que passava a dependre directament del ministre de Defensa en comptes del cap d'Estat Major. Es va ocupar així de les responsabilitats directes, juntament amb Serra, en la política de defensa nacional. Va seguir en el mateix lloc amb el canvi de ministeri el 1991, que va posar al capdavant a Julián García Vargas. Entre el seu treball va destacar el seu paper en el procés de democratització i obertura dels exèrcits espanyols, la nova política d'aliances amb els socis internacionals, les negociacions amb els Estats Units sobre la presència i paper de les bases nord-americanes a Espanya, les negociacions davant l'OTAN i també amb els socis europeus després de l'ingrés d'Espanya el 1986 en la Comunitat Europea, la seguretat a l'àrea mediterrània, els primers contactes amb els països que formaven el Pacte de Varsòvia i les primeres missions de pau espanyoles en l'exterior sota el mandat de Nacions Unides.
El 29 de juliol de 1994, va ser assassinat per membres del Comando Madrid de l'organització armada ETA que va fer esclatar un cotxe-bomba amb més de 50 quilos d'explosius al pas del cotxe oficial a la plaça de Ramales de Madrid, molt a la vora del domicili del militar. També van morir en l'acte el conductor del vehicle i un jove de 23 anys, tramoista de la companyia del Ballet Clàssic de Madrid, que es trobava descarregant a la zona. Va haver-hi una vintena de ferits i més de quaranta edificis van quedar danyats. Va ser el segon director general de Política de la Defensa assassinat per ETA: el mateix dia i mes, però en 1985, l'almirall Fausto Escrigas Estrada va morir metrallat al carrer Dulcinea, també de Madrid.
El general Veguillas estava en possessió de diverses condecoracions militars, com la Gran Creu de la Reial i Militar Orde de Sant Hermenegild o l'Encomana de l'Orde d'Isabel la Catòlica i, després de la seva mort, se li va concedir la Gran Creu de l'Orde del Mèrit Militar.